# Елвін та бурундуки 2
«Елвін і бурундуки 2» (англ. Alvin and the Chipmunks: The Squeakquel, дос. «Елвін і бурундуки: Писквел») — американський музичний анімаційно-ігровий фільм 2009 року, знятий режисеркою Бетті Томас. Продовження фільму «Елвін та бурундуки» (2007) та загалом друга картина в однойменній серії. Як і в попередній частині, бурундуків озвучують Джастін Лонг, Метью Грей Габлер і Джессі Маккартні. Окрім них, у фільмі знімаються Захарі Лівай, Девід Кросс і Джейсон Лі. Також у цій частині з'являються нові персонажі — дівчата-бурундуки, яких озвучують Крістіна Епплгейт, Анна Фаріс та Емі Полер.
Прем'єра «Елвін і бурундуки 2» відбулася 23 грудня 2009 в США та 24 грудня 2009 в Україні. Фільм отримав переважно негативні відгуки оглядачів, які особливо критикували його стиль гумору. Попри це, стрічка змогла зібрати у світовому прокаті понад 443 млн дол. при бюджеті в 70 млн. Пізніше також було випущено два сиквели: «Елвін і бурундуки 3» (2011) й «Елвін і бурундуки: Бурундомандри» (2015).

## Сюжет
Дейв отримує травму, коли вирізаний з картону Елвін відправляє його летіти через сцену під час благодійного концерту. Дейв просить свою тітку Джекі доглядати за Бурундуками, Елвіном, Саймоном і Теодором. Також для них передбачено можливість відвідувати державну школу в середній школі Вест Істман. Після того, як у Джекі також трапилася аварія, Бурундуки залишаються під опікою Тобі, онука Джекі та двоюрідного брата Дейва.
Колишній генеральний директор Ян Хоук, який розбитий і знедолений, живе у підвалі JETT Records. Три співаючі жінки-бурундуки, Бріттані, Жанетт та Елеонора, також відомі як The Chipettes, виходять із пакету FedEx. Ян вербує і наймає Чіпетт, намагаючись відродити його кар'єру.
Навчаючись у школі, хулігани висміюють бурундуків і погрожують вбити їх, бо їх подруги приваблюють. Вони переслідують Бурундуків навколо школи, дають Саймону закрутку в туалеті і тицяють у приклад Теодора. Бурундуків викликають до кабінету директора і виявляють, що директор, доктор Рубін, є шанувальником. Вона залучає їхню допомогу для збору грошей на музичну програму, беручи участь у конкурсі. Ян вражений тим, що знаходить Бурундуків на першій сторінці своєї газети. Прочитавши історію про них, він швидко відправляє Чіпет до школи.
Коли Бурундуки зустрічаються з Чіпетт, обидві групи вражають одна одну. Однак Бріттані нагадує дівчатам, що Ян сказав, що Бурундуки зрадили його і не заслуговують на довіру. Елвін та хлопці намагаються пройти репетицію через нові розгроми. Ян самовдоволено входить і представляє своїх нових зірок, Чіпет. Хлопці вражені тим, що дівчата працюють з Йеном, і виникає суперництво, коли Ян переконує доктора Рубіна дозволити Чіпетте змагатися в битві за оркестри. Доктор Рубін влаштовує концерт для двох груп, які змагатимуться за представництво школи.
Елвін стає популярним серед жартівників і приєднується до футбольної команди, не розуміючи, що наступна гра - під час концерту. На концерті Теодор і Саймон кажуть шанувальникам, що Елвін не з'явився, і вони не можуть виступити, що призводить до перемоги Чіпет. Після концерту Елвін прибуває до порожньої аудиторії, і Бріттані кличе його за відсутність відповідальності. Елвін повертається додому і намагається вибачитися перед братами, але його ігнорують. Теодор втікає в зоопарк наступного дня. Альвін і Саймон рятують його від орла, і троє миряться.
Незабаром Чіпетт наймають, але дізнаються, що вони повинні виступити як відкриття концерту Брітні Спірс тієї самої ночі, як і шкільний конкурс. Ян переконує їх припинити битву та виступити на концерті, але відмовляється віддати той же кредит Джанетт та Елеонорі, що і Бріттані, яка вимагає, щоб вони виступали всі разом чи взагалі, поки Ян не погрожує відправити їх на ресторан барбекю, якщо вони не виступають.
Перед Битва за оркестри Елвін отримує телефонний дзвінок від Чіпетт, які повідомляють йому, що Ян зачинив їх у клітці. Елвін мчить рятувати їх, а Саймон розповідає Джанетт, як вибрати замок на мобільному телефоні. Саймон і Теодор готові вийти на виступ, поки інші не прибудуть саме вчасно, щоб виступити на конкурсі. Бурундуки та Чіпетте виступають разом і отримують гроші за музичну програму. Дейв, який покинув лікарню, дізнавшись, що Тобі доглядає за Бурундуками, повертається під час змагань, щасливий знову побачити Бурундуків. Тим часом Ян виставляється на концерті. Він налаштовується на дівчат, коли намагається наслідувати їх, лише щоб його забрали охоронці. Після змагання Дейв дозволяє Чіпетте залишатися з ними. І бурундуки, і чипетти готуються до сну. Коли Елвін і Дейв сваряться перед сном і б'ються за перемикач світла, Рубін змушує шкрябати жуйку з-під трибун у спортзалі, як покарання за те, що Елвін запізнився на пісню, а охоронці кидають Яна у смітник .